# Prêmio William Rainey Harper
O Prêmio William Rainey Harper é um prêmio concedido pela Associação de Educação Religiosa (do inglês: Religious Education Association) a personalidades ilustres cujo trabalho em outras áreas causou profundo impacto sobre a educação religiosa. O prêmio foi nomeado em homenagem a William Rainey Harper, primeiro presidente da Universidade de Chicago e fundador da Associação de Educação Religiosa.

## Laureados
- 1973: Herbert Marshall McLuhan;
- 1975: Eliezer "Elie" Wiesel;
- 1977: Margaret Mead;
- 1978: Randolph C. Miller;
- 1981: Johannes Hofinger, S.J.;
- 1983: Paulo Freire e Elza Freire;
- 1992: John M. Hull;
- 1994: Martin E. Marty;
- 2003: Gabriel Moran e Maria Harris;
- 2009: James M. Fowler;
- 2010: Parker J. Palmer;
- 2013: Robert Jackson, PhD.